# Chỉ số vượt khó
Chỉ số vượt khó (hay còn gọi là chỉ số nghịch cảnh, tiếng Anh: adversity quotient, viết tắt AQ) là điểm số đo lường khả năng của một người đối phó với những nghịch cảnh trong cuộc sống của mình.
Theo W Hidayat, AQ cũng có ảnh hưởng đến khả năng hiểu toán học của học sinh. Do đó, người ta thường gọi là khả năng phục hồi khoa học. Thuật ngữ này được Paul Stoltz đặt ra vào năm 1997 trong cuốn sách Adversity Quotient: Turning Obstacles Into Opportunities. Để định lượng chỉ số nghịch cảnh, Stoltz đã phát triển một phương pháp đánh giá được gọi là Hồ sơ Phản ứng với Nghịch cảnh (ARP).
Chỉ số AQ là một trong những chỉ số có thể xảy ra về sự thành công trong cuộc sống của một người và cũng chủ yếu hữu ích để dự đoán thái độ tâm lý, căng thẳng tinh thần, sự kiên trì, tuổi thọ, học tập và phản hồi đối với các thay đổi trong môi trường.